# الدعمة (الرقة)
الدعمة قرية سورية تتبع ناحية معدان في منطقة مركز الرقة في محافظة الرقة. بلغ عدد سكانها 1371 نسمة في عام 2004 حسب إحصاء المكتب المركزي للإحصاء.